# Naučná stezka ve Strašnicích
Naučná stezka ve Strašnicích, nazývaná také naučná stezka Strašnice, je okružní naučná stezka Strašnicemi v Praze 10. Geograficky se také nachází v geomorfologickém celku Pražská plošina.

## Historie a popis stezky
Naučná stezka, která byla slavnostně otevřena 31. října 2014, je zaměřena na historií, současnost, architekturu, dopravu, kulturu a další zajímavostmi pražské čtvrti Strašnice. Okruh fyzicky nenáročné trasy, která má 11 zastávení s informačními panely, vede ulicemi, je 3,5 km dlouhý a je značen zeleno-bílou značkou. Obvyklý začátek/konec naučné stezky je u stanice pražského metra linky A „Strašnická“. Zajímavostmi jsou např. Bečvářův dvůr, budova MUZO, Strašnický zámeček, neobvyklý kostel Neposkvrněného početí Panny Marie, výroba motocyklů Ogar a Jawa, kolonie U trati, bitva u Štěrbohol, Jiráskova alej, místní divadla, unikátní urbanistický soubor řadového sídliště Solidarita, Hotel Miramare, hostinec Na Kovárně, Sokol Strašnice, Hagibor, sídlo Rádia Svobodná Evropa, vinohradský hřbitov, Krematorium Strašnice, vilová čtvrť, Sbor Evangelické církve metodistické aj.

### Seznam informačních panelů:[2]
1. Strašnická
2. Usedlosti
3. U kostela
4. Foerstrova
5. V aleji
6. Solidarita
7. U sídliště
8. Miramare
9. Na Vinici
10. Vinohradská
11. Ve vilách

## Další informace
Stezka je celoročně volně přístupná.

## Galerie

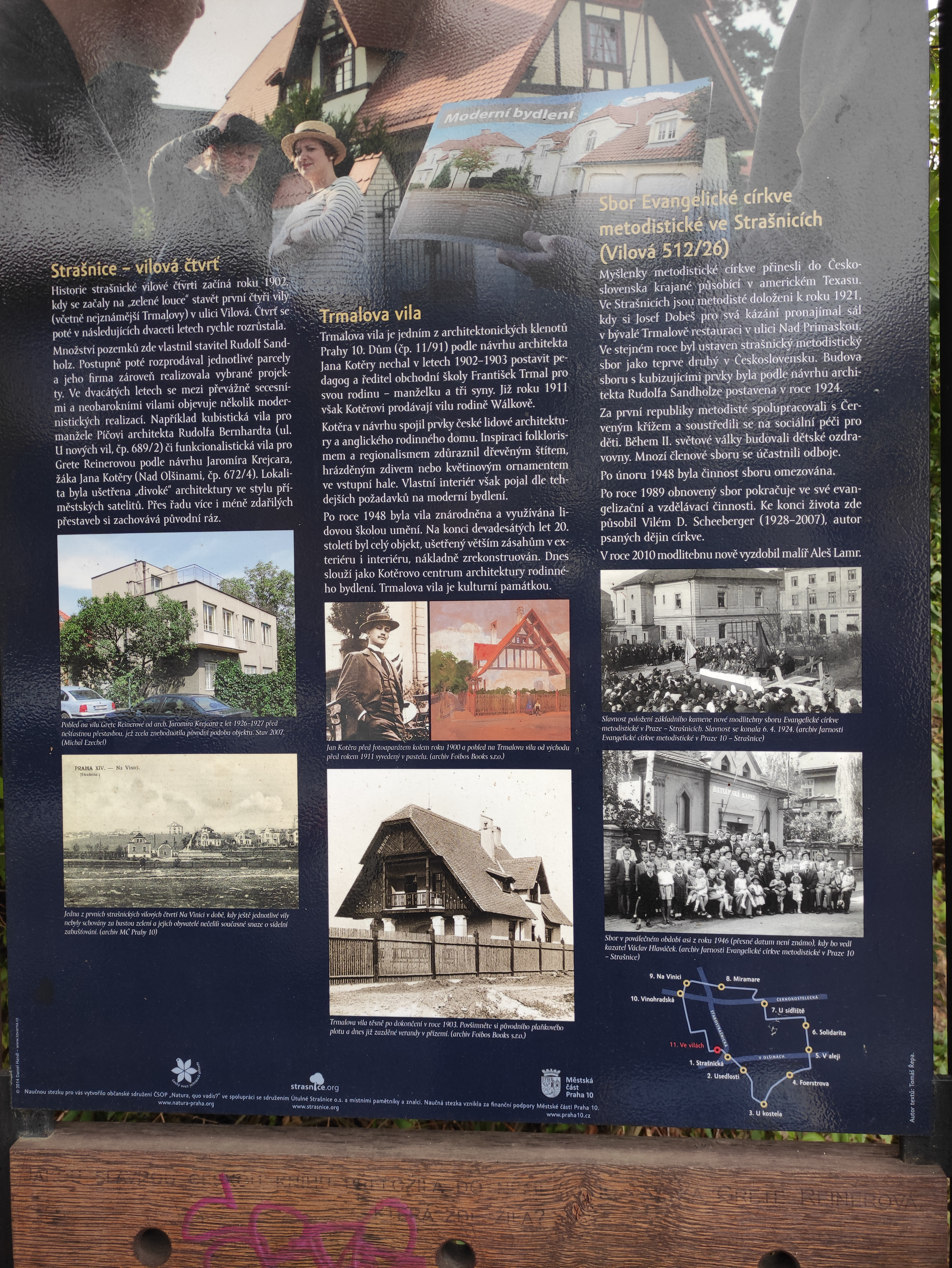
Informační panel
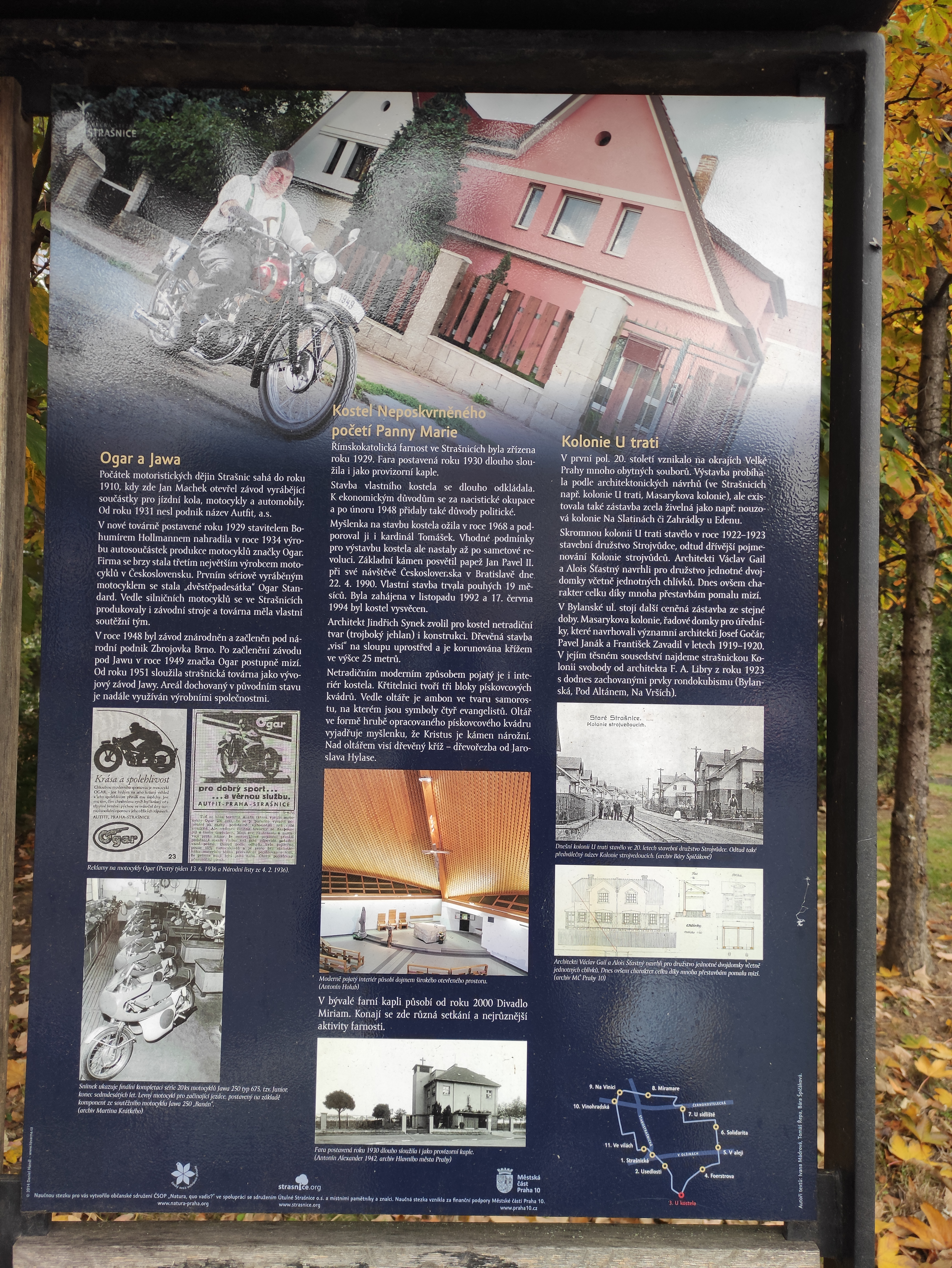
Informační panel
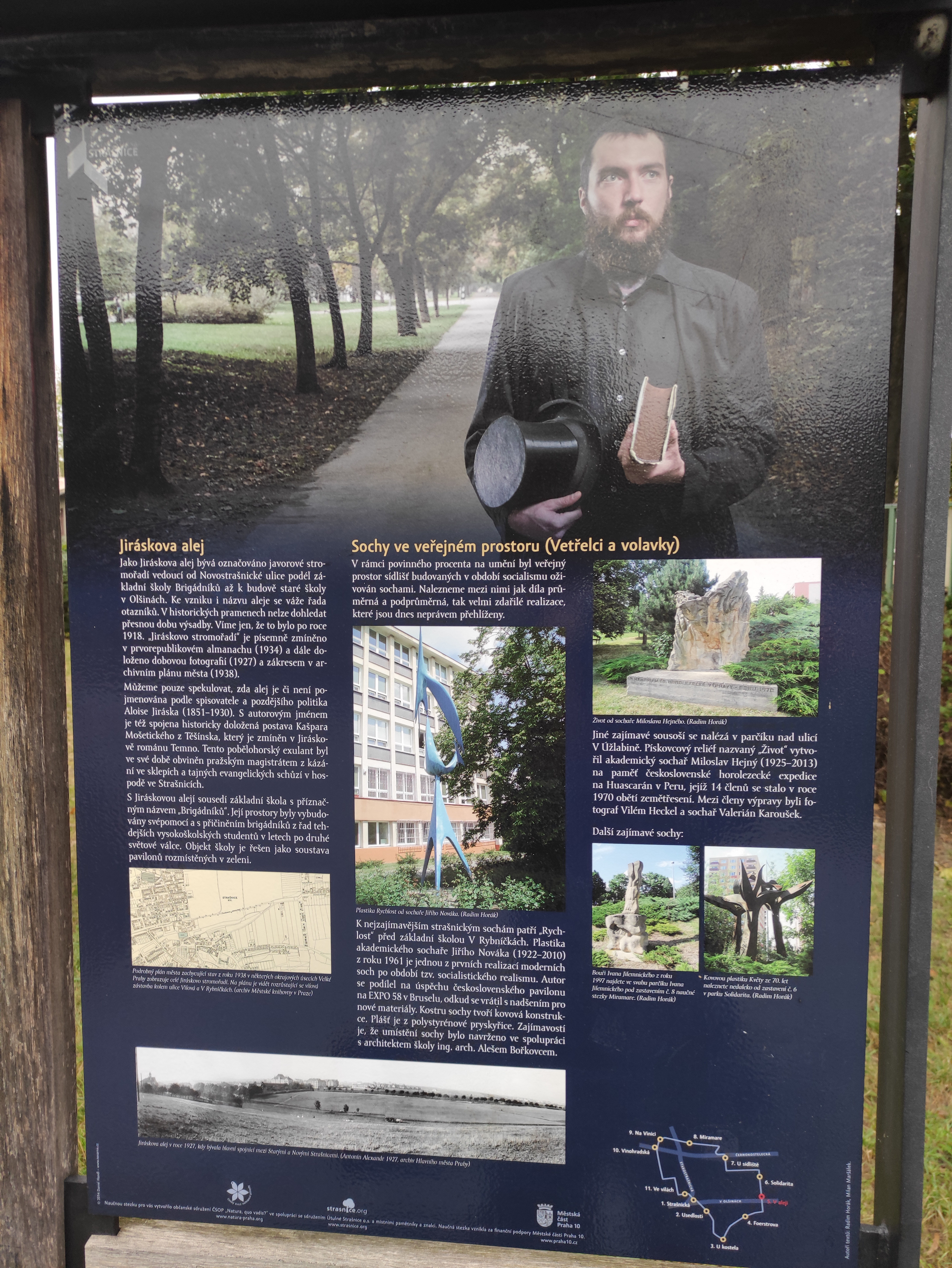
Informační panel